# Campeonato Mundial de Esgrima de 2010 - Florete por equipes feminino
O evento florete por equipe feminino do Campeonato Mundial de Esgrima de 2010 teve sua disputa realizada no dia 10 de novembro no Grand Palais, em Paris, França. 

## Medalhistas
| Ouro                                                                                | Prata                                                                               | Bronze                                                        |
| Itália · Elisa Di Francisca · Arianna Errigo · Ilaria Salvatori · Valentina Vezzali | Polónia · Karolina Chlewińska · Sylwia Gruchala · Katarzyna Kryczalo · Anna Rybicka | Coreia do Sul Jeon Hee-Sook Nam Hyun-Hee Oh Ha-Na Seo Mi-Jung |

## Resultado final
Os resultados finais foram os seguintes.
|  | Quartas de final | Quartas de final |               |               | Semifinais     | Semifinais     |  |  | Final | Final |
|  |                  |                  |               |               |                |                |  |  |       |       |
|  |                  |                  |               |               |                |                |  |  |       |       |
|  |                  |                  |               |               |                |                |  |  |       |       |
|  | Itália           | 45               |               |               |                |                |  |  |       |       |
|  | Itália           | 45               |               |               |                |                |  |  |       |       |
|  | França           | 24               |               |               |                |                |  |  |       |       |
|  | França           | 24               | Itália        | 45            |                |                |  |  |       |       |
|  |                  |                  | Itália        | 45            |                |                |  |  |       |       |
|  |                  | Alemanha         | 30            |               |                |                |  |  |       |       |
|  | Ucrânia          | Alemanha         | 30            | 31            |                |                |  |  |       |       |
|  | Ucrânia          |                  |               | 31            |                |                |  |  |       |       |
|  | Alemanha         | 39               |               |               |                |                |  |  |       |       |
|  | Alemanha         | 39               | Itália        | 45            |                |                |  |  |       |       |
|  |                  |                  | Itália        | 45            |                |                |  |  |       |       |
|  |                  | Polónia          | 37            |               |                |                |  |  |       |       |
|  | Coreia do Sul    | Polónia          | 37            | 41            |                |                |  |  |       |       |
|  | Coreia do Sul    |                  |               | 41            |                |                |  |  |       |       |
|  | Estados Unidos   | 23               |               |               |                |                |  |  |       |       |
|  | Estados Unidos   | 23               | Coreia do Sul | 37            | Terceiro lugar | Terceiro lugar |  |  |       |       |
|  |                  |                  | Coreia do Sul | 37            | Terceiro lugar | Terceiro lugar |  |  |       |       |
|  |                  | Polónia          | 41            |               |                |                |  |  |       |       |
|  | Polónia          | Polónia          | 41            | 45            | Alemanha       | 42             |  |  |       |       |
|  | Polónia          |                  |               | 45            | Alemanha       | 42             |  |  |       |       |
|  | Rússia           | 29               |               | Coreia do Sul | 45             |                |  |  |       |       |
|  | Rússia           | 29               |               |               | 45             |                |  |  |       |       |
|  |                  |                  |               |               |                |                |  |  |       |       |
|  |                  |                  |               |               |                |                |  |  |       |       |